# مقاطعة غرين (إلينوي)
مقاطعة غرين (بالإنجليزية: Greene County)‏ هي إحدى المقاطعات في ولاية إلينوي في الولايات المتحدة الأمريكية.

## معرض صور

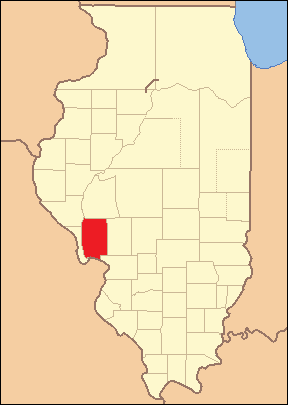
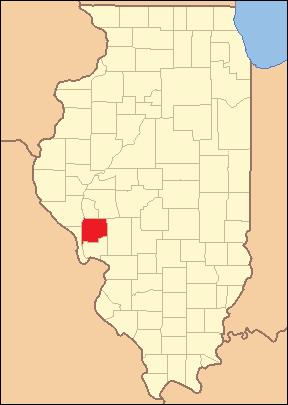
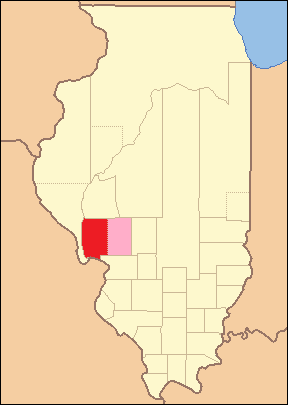
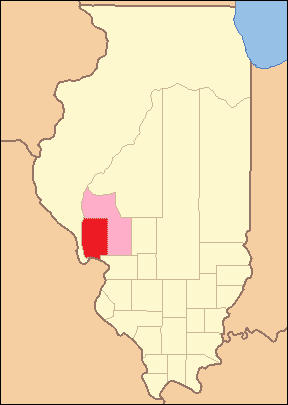
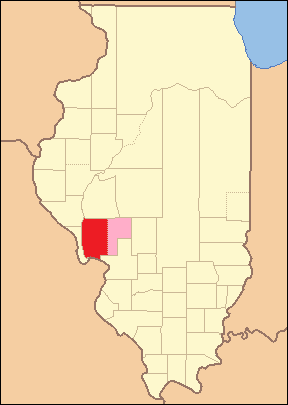

## أعلام
- ويليام كارلن